# Estrella de Diego
Estrella de Diego Otero (Madrid, 1958) es una escritora, profesora universitaria de arte, comisaria e investigadora española. Es académica de número de la Real Academia de Bellas Artes de San Fernando de Madrid.

## Trayectoria
De Diego se doctoró en Historia del Arte en la Universidad Complutense de Madrid, centro en el que actualmente es profesora y catedrática de arte contemporáneo. Continuó sus estudios en la Universidad de Helsinki y obtuvo una beca Fullbright en el Institute of Fine Arts de la Universidad de Nueva York, donde tiempo después ocupó la cátedra King Juan Carlos I of Spain of Spanish Culture and Civilization (1998-99). Su investigación se focaliza en la teoría del género, los estudios poscoloniales y los orígenes de la Modernidad. También centra su interés en el arte contemporáneo en América Latina.
Es autora, entre otras, de obras como La mujer y la pintura en la España del siglo XIX, su tesis doctoral publicada en 1987, El andrógino sexuado. Eternos ideales, nuevas estrategias de género (1992), Tristísimo Warhol (1995), Travesías por la incertidumbre (2005), No soy yo (2011), Rincones de postales (2014) o el libro de ficción El filósofo y otros relatos sin personajes (2000), así como multitud de artículos académicos y de prensa. Es colaboradora habitual en el periódico El País. 
También es comisaria de exposiciones. Entre las muestras comisariadas por De Diego destaca Warhol sobre Warhol (La Casa Encendida de Madrid, 2007), Sophie Taueber-Arp (Museo Picasso de Málaga, 2009),  Anna Bella Geiger, Geografía y Humana (CAAC de Sevilla, Casa Encendida de Madrid, Museo de la Universidad Nacional de Tres de Febrero de Buenos Aires), Liliana Porter (ARTIUM de Vitoria), Gala Salvador Dalí. Una habitación propia en Púbol (MNAC de Barcelona, 2018) y Berenice Abbott. Retratos de la modernidad (Fundación Mapfre de Madrid, 2019). También ha comisariado  la representación española en la 22 Bienal de Sao Paulo de 1994 y en la 49 Bienal de Venecia de 2001.
De Diego es miembro del Patronato de la Academia de España en Roma, de la Fundación General de la Universidad Complutense de Madrid, del Instituto Cervantes , del Museo Nacional Centro de Arte Reina Sofía y Museo Nacional del Prado, así como miembro del consejo asesor de la Bienal Sur Buenos Aires (Muntref), el Real Colegio Complutense de la Universidad de Harvard, la Norman Foster Foundation y el MACBA de Barcelona.

## Reconocimientos
- Recibió el XI Premio Periodístico sobre la Lectura de la Fundación Sánchez Ruipérez en el año 2010.[7]
- En abril de 2011 el Consejo de Ministros de España le otorgó la Medalla de Oro al Mérito en las Bellas Artes.[4]
- Fue distinguida con la Ida Cordelia Beam Distinguished Professorship en el curso 2017-2018.[1]